# Zwartkruinvinkleeuwerik
De zwartkruinvinkleeuwerik (Eremopterix nigriceps) is een vogel uit de familie van de leeuweriken (Alaudidae) die voorkomt in Afrika en Zuidwest-Azië.

## Kenmerken
Met zijn 11 cm is deze leeuwerik de kleinste van zijn familie. Op het eerste aanzicht zou je deze eerder als vinkachtig, dan leeuwerikachtig zien, vandaar zijn naam. Een belangrijk verschil met andere vinksoorten is dat deze niet hipt, maar rent over de grond, en ineen duikt als hij stopt met rennen, in tegenstelling tot andere woestijnleeuweriken die zich oprichten bij stilstaan, zoals de kalanderleeuwerik. Het mannetje kan getypeerd worden door zijn zwarte kruin en buik, ook de ondervleugels zijn zwart, wat hem typeert in de vlucht. In het "gezicht" is hij zeer mooi afgetekend met een zwarte, dikke wenkbrauwstreep, met twee contrasterende witte vlekken. Het vrouwtje toont als vele andere woestijnzangvogels met haar bruine zandkleurige verenkleed.

## Verspreiding en leefgebied
Deze vogel komt voor van Mauritanië tot India en telt drie ondersoorten:
- E. n. nigriceps: Kaapverdië.
- E. n. albifrons: van Mauritanië en Senegal tot Soedan.
- E. n. melanauchen: van Somalië en het Arabisch schiereiland tot noordwestelijk India.

Het leefgebied bestaat uit droge zanderige halfwoestijnen en steppen met weinig en vooral lage begroeiing, maar ook in zoutpannen.

## Status
De grootte van de populatie is niet gekwantificeerd. De zwartkruinvinkleeuwerik gaat in aantal vooruit door het oprukken van de woestijn in het verspreidingsgebied. Om deze reden staat deze leeuwerik als niet bedreigd op de Rode Lijst van de IUCN.